# تپه الف مهترلو
تپه الف مهترلو مربوط به هزاره اول قبل از میلاد - دوره اشکانیان - سده‌های اولیه و میانه دوران‌های تاریخی پس از اسلام است و در شهرستان ورزقان، بخش مرکزی، دهستان ازومدل جنوبی، ۹۵۰ متری جنوب روستای مهترلو واقع شده و این اثر در تاریخ ۱۲ شهریور ۱۳۸۶ با شمارهٔ ثبت ۱۹۳۳۴ به‌عنوان یکی از آثار ملی ایران به ثبت رسیده است.